# Livet er en drøm
Livet er en drøm er en dokumentarfilm instrueret af Franz Ernst efter manuskript af Franz Ernst.

## Handling
En film om ekstreme psykiske tilstande og om psykiatri, men også en uhyre enkel og varm og ærlig film om fire mennesker, som selv fortæller om deres situation og om, hvordan det er at være indlagt på et psykiatrisk hospital. Vidt forskellige, men med en dyb smerte tilfælles.
Den unge pige Rikke er indlagt på en lukket afdeling. Hun viser sine intime ejendele frem. En læbepomade, en øjenskygge, en deodorant, en bh. Det er hendes måde at orientere sig på, at finde frem til sig selv. Hun har fået diagnosen skizofreni. Hvordan oplever hun verden? Hvordan er det at være psykotisk?
Filmen er optaget på Psykiatrisk Center Glostrup.